# سی‌جی‌تریدر
سی‌جی‌تریدر (انگلیسی: CGTrader) شرکت فناوری اطلاعات لیتوانیایی است، که در سال ۲۰۱۱ تأسیس شد.